# Fisión ternaria
| Física nuclear • Núcleo • Nucleones (p, n) • Materia nuclear • Fuerza nuclear • Estructura nuclear • Procesos nucleares |

La fisión ternaria es un tipo comparativamente raro (0,2 a 0,4% de los eventos) de fisión nuclear, en el que se producen tres núcleos con carga en lugar de dos. Como en otros procesos de fisión nuclear, en la fisión ternaria se producen otras partículas sin carga, como múltiples neutrones y rayos gamma.
La fisión ternaria puede producirse durante la fisión inducida por neutrones o durante la fisión espontánea (ambos tipos procesos de desintegración radiactiva). Se produce aproximadamente un 25% más de eventos de fisión ternaria en el caso de la fisión espontánea en comparación con el mismo sistema de fisión activado mediante la captura de neutrones térmicos, lo que ilustra que estos procesos siguen siendo físicamente ligeramente diferentes, incluso después de la absorción de los neutrones, posiblemente debido a la energía adicional presente en los procesos nucleares de fisión inducidos por neutrones térmicos.
También se conoce la fisión cuaternaria, con un promedio de 1 evento por cada 10 millones de fisiones (véase más abajo).

## Productos

Los productos según su masa resultantes de la fisión de la mezcla de U-233 con Pu-239 mediante neutrones térmicos (una combinación habitual en los reactores nucleares modernos), y de U-235 utilizado en el ciclo del torio

El proceso de fisión nuclear más común es la fisión binaria, en la que se generan dos productos de fisión con carga asimétricos, con una máxima probabilidad para núcleos de 95 ± 15 y 135 ± 15 u'' de masa atómica. Sin embargo, en esta fisión convencional de grandes núcleos, el proceso binario ocurre simplemente porque es el más probable desde el punto de vista energético.
En un reactor nuclear, entre 2 y 4 fisiones de cada 1000, el proceso de fisión ternaria alternativo produce tres fragmentos cargados positivamente (más neutrones, que no están cargados y no se cuentan en este cálculo). El más pequeño de los productos con carga puede variar desde una sola carga y masa tan pequeñas como un solo protón (Z=1), hasta un fragmento tan grande como un núcleo de argón (Z=18).
Aunque en la fisión ternaria habitual se pueden producir como producto con carga más pequeño (el tercero) partículas tan grandes como núcleos de argón, los pequeños fragmentos más comunes de la fisión ternaria son los núcleos de helio-4, que constituyen alrededor del 90% de la fisión ternaria. Esta alta incidencia está relacionada con la estabilidad (alta energía de enlace) de las partículas alfa, lo que hace que haya más energía disponible para la reacción. Las segundas partículas más comunes producidas en la fisión ternaria son núcleos de tritio, que constituyen el 7% del total de fragmentos pequeños, y las terceras son los núcleos de helio-6 (que se desintegran en aproximadamente 0,8 segundos hasta convertirse en litio-6). Los protones y los núcleos más grandes se encuentran en una pequeña fracción (<2%) que constituye el resto de los productos con carga pequeños. Las dos partículas con carga más grandes producto de la fisión ternaria, particularmente cuando se generan partículas alfa, son bastante similares en distribución de tamaño a las producidas en la fisión binaria.

## Energías del producto
La energía del tercer producto, mucho más pequeño, suele oscilar entre 10 y 20 MeV. De acuerdo con su origen, las partículas alfa producidas por la fisión ternaria suelen tener energías medias de aproximadamente ~ 16 MeV (energías tan grandes nunca se observan en la desintegración alfa). Dado que estas suelen tener significativamente más energía que las partículas alfa de ~ 5 MeV propias de la desintegración alfa, se las denomina partículas alfa de largo alcance (en referencia a su mayor alcance en el aire u otros medios).
Los otros dos fragmentos más grandes se llevan, en sus energías cinéticas, el resto de la energía cinética de la fisión (que normalmente totaliza ~ 170 MeV en la fisión de elementos pesados) que no aparece como la energía cinética de 10 a 20 MeV que se lleva el tercer producto más pequeño. Por lo tanto, los fragmentos más grandes en la fisión ternaria son cada uno menos energéticos, en un rango típico de 5 a 10 MeV como los que aparecen en la fisión binaria.

## Importancia
Aunque el proceso de fisión ternaria es menos común que el proceso binario, llega a producir una importante acumulación de gas helio-4 y de tritio en las barras de combustible de los reactores nucleares modernos. Este fenómeno se detectó inicialmente en 1957, en los alrededores del Laboratorio Nacional del Río Savannah.

## Verdadera fisión ternaria
Un tipo muy raro de proceso de fisión ternaria que a veces se denomina fisión ternaria verdadera, genera tres fragmentos con carga de tamaño casi igual (Z ~ 30), pero solo ocurre en aproximadamente 1 de cada 100 millones de eventos de fisión. En este tipo de fisión, los núcleos producto dividen la energía de fisión en tres partes casi iguales y tienen energías cinéticas de ~ 60 MeV. Hasta ahora, la verdadera fisión ternaria solo se ha observado en núcleos bombardeados por iones pesados y de alta energía.

## Fisión cuaternaria
Otro proceso de fisión poco común, que ocurre en aproximadamente 1 de cada 10 millones de fisiones, es la fisión cuaternaria. Es análoga a la fisión ternaria, salvo en que se generan cuatro productos con carga. Normalmente dos de ellos son partículas ligeras, siendo el modo más común de fisión cuaternaria aparentemente dos partículas grandes y dos partículas alfa (en lugar de una alfa, el modo más común de fisión ternaria).